# Zamek Tucherów w Feucht
Zamek Tucherów – renesansowa budowla, znajdująca się w Feucht na zachodnio-południowych krańcach wzgórz Hersbrucker Alb.

## Źródła
- Volker Alberti, Toni Boesch, Horst Holz: Burgen und Schlösser in Altdorf und Umgebung, Schwarzachtal – Adelssitze in Franken. Herausgegeben vom Stadtarchiv Altdorf, Altdorf 2004, ISBN 3-9809311-0-2